# برنزویل (مینه‌سوتا)
برنزویل (به انگلیسی: Burnsville) شهری در شهرستان داکوتا ایالت مینه‌سوتا در کشور ایالات متحده آمریکا است که جمعیت آن در سرشماری سال ۲۰۱۰ میلادی، ۶۰۳۰۶ نفر بوده‌است.